# Сен-Сильвен-Монтегю
Сен-Сильве́н-Монтегю́ (фр. Saint-Silvain-Montaigut) — коммуна во Франции, находится в регионе Лимузен. Департамент коммуны — Крёз. Входит в состав кантона Сен-Вори. Округ коммуны — Гере.
Код INSEE коммуны — 23242.

## Население
Население коммуны на 2010 год составляло 184 человека.
| 1962 | 1968 | 1975 | 1982 | 1990 | 1999 | 2010 |
| ---- | ---- | ---- | ---- | ---- | ---- | ---- |
| 336  | 311  | 257  | 216  | 198  | 208  | 184  |

## Экономика
В 2010 году среди 122 человек трудоспособного возраста (15—64 лет) 87 были экономически активными, 35 — неактивными (показатель активности — 71,3 %, в 1999 году было 72,5 %). Из 87 активных жителей работали 83 человека (45 мужчин и 38 женщин), безработных было 4 (3 мужчин и 1 женщина). Среди 35 неактивных 9 человек были учениками или студентами, 20 — пенсионерами, 6 были неактивными по другим причинам.